# Watanga FC
Watanga Football Club w skrócie Watanga FC – liberyjski klub piłkarski grający w pierwszej lidze liberyjskiej, mający siedzibę w mieście Monrovia.

## Sukcesy
- I liga[1]:
  - mistrzostwo (2): 2021/22, 2023/24.

## Występy w afrykańskich pucharach
| Sezon     | Rozgrywki     | Runda   | Kraj    | Klub             | Dom | Wyjazd | Dwumecz |
| --------- | ------------- | ------- | ------- | ---------------- | --- | ------ | ------- |
| 2022/2023 | Liga Mistrzów | wstępna | Nigeria | Rivers United FC | 1–0 | 0–3    | 1–3     |

## Stadion
Domowe mecze klub rozgrywa na stadionie o nazwie Nancy B. Doe Sports Stadium w Kakacie, który może pomieścić 9500 widzów.

## Reprezentanci kraju grający w klubie od 2000 roku
Stan na lipiec 2023.
| - Kelvin Barclay - Ballah Somah Baysah - George Baysah - Abel Burmah - Elijah Clark - Preston Corporal - Teah Dennis - Allison Dweh - Chauncy Freeman - James Gallay - Melvin George - Samson Giddings - Dirkir Glay - Nuwo Johnson - Derrick Julu - Salieh Kanneh | - Martin Karndu - Farsedu Logan - Alvin Maccornell - Albert Nimely - Augustine Otu - Kelvin Potis - Leon Power - Isaac Pupo - Sporo Somah - Theo Lewis Weeks - Alex Whittemore - Carlos Williams - Gideon Williams - Eddie Wulue - Naeem Rahimi - Didier Sossa |